# Jean Colombe
Jean Colombe (n. Bourges 1430 - m. 1493) foi um pintor de iluminuras francês. É conhecido por seu trabalho nas Très Riches Heures du Duc de Berry. É irmão do escultor Michel Colombe. A Família Colombe era provavelmente originária de Sens.
Entre 1485 e 1490, Jean Colombe completou a decoração das Très Riches Heures que tinham sido deixadas incompletas em 1416. Ele executou a imagem do mês de novembro (abaixo do arco do zodíaco), completou a imagem de setembro, iniciada pelos Irmãos Limbourg e retocou outras imagens. Charlotte de Savoie, esposa de Luís XI de França, o recomendou para Carlos I de Saboia, que o fez iluminador oficial da corte em 1486.